# ロサリオン
ロサリオン（Rosallion）は、アイルランド生産・イギリス調教の競走馬。主な勝ち鞍は2023年のジャンリュックラガルデール賞、2024年のアイリッシュ2000ギニー、セントジェームズパレスステークス。

## 概要

### 2歳（2023年）
6月7日のニューベリー競馬場の未勝利戦でショーン・レヴィーを背にデビューして初勝利を挙げる。続いて7月29日のパットエダリーステークス(L)も勝利して連勝とした。その後は9月16日のシャンペンステークス(G2)に1番人気で出走するも3着に敗れた。
10月1日のジャン・リュック・ラガルデール賞(G1)には2番人気で出走。大外枠から出ると最後方付近での追走。馬群に突っ込んんで直線に入り、前が開かずに苦しい展開を強いられる。しかし残り300ｍのところで先行馬らの外に出すことに成功。そこからは先頭まで突き抜けて2着のアンクエスチョナブルに1馬身差を付けて勝利。見事な差し切りでG1初制覇を果たした。

### 3歳（2024年）
5月4日の2000ギニーステークス(G1)には2番人気で出走。ノータブルスピーチと並ぶような位置から馬群の中を抜け出すも、ノータブルスピーチを捕らえれずに1馬身半差の2着に敗れた。
続いて5月25日のアイリッシュ2000ギニー(G1)に単勝オッズ1.9倍の1番人気で出走。発馬を決めるも序盤では力みが目立ち、鞍上のレヴィ―は折り合いを付けるのに専念。リバータイバーの背後に付けて先頭から5馬身ほどの位置で追走して中間点を通過した。3番手追走の同厩馬ハーテムが抜け出したところにリバータイバーと併せ馬のように追撃を開始。リバータイバーを振り切りつつハーテムを追い詰めて、最後は首の上げ下げの競り合いをアタマ差で際どく差し切って勝利。2度目のG1制覇となった。
その後は6月18日のロイヤルアスコット開催ので行われる3歳マイル王決定戦であるセントジェームズパレスステークス(G1)に出走。単勝オッズ3.5倍の2番人気の支持を受けた。最内枠から出たなりの位置で折り合いに専念して内埒沿いの5番手を追走。直線では馬1頭分の隙間からすんなり進出すると、抜け出していたヘンリーロングフェローを目掛けて自慢の末脚を発揮させ、ゴール前でクビ差で差し切って勝利。着差以上の余力を持って3度目のG1制覇とした。管理するハノンはあらゆる大競走に登録してあることを明かして、「待ち切れないよ。これ以上に彼が勝てなかったとしても、彼は私に十分なことをしてくれた」と豊富な選択肢があることを示唆した。
次走はサセックスステークスを予定していたが、喉の感染症により出走を取消。ハノンは自身の公式サイトで「彼が厩舎全体にとってどれほどの存在か、チームやオーナーにとっていかに大きな意味があるかを考えれば難しい決断ではなかった。彼の健康が最優先事項だ」と大事を取った措置であることを説明。早期の復活が可能背あることを示唆した。

## 血統表
| ロサリオンの血統        | ロサリオンの血統                            | ロサリオンの血統                            | （血統表の出典）                            | （血統表の出典） |
| 父系                    | ストームバード系                            | ストームバード系                            | ストームバード系                            | [ § 2 ]          |
| 父 Blue Point 鹿毛 2014 | 父の父Shamardal 鹿毛 2002                   | Giant's Causeway                            | Storm Cat                                   | Storm Cat        |
| 父 Blue Point 鹿毛 2014 | 父の父Shamardal 鹿毛 2002                   | Giant's Causeway                            | Mariah's Storm                              |                  |
| 父 Blue Point 鹿毛 2014 | 父の父Shamardal 鹿毛 2002                   | Helsinki                                    | Machiavellian                               | Machiavellian    |
| 父 Blue Point 鹿毛 2014 | 父の父Shamardal 鹿毛 2002                   | Helsinki                                    | Helen Street                                |                  |
| 父 Blue Point 鹿毛 2014 | 父の母Scarlett Rose 鹿毛 2001               | Royal Applause                              | *ワージブ                                   | *ワージブ        |
| 父 Blue Point 鹿毛 2014 | 父の母Scarlett Rose 鹿毛 2001               | Royal Applause                              | Flying Melody                               |                  |
| 父 Blue Point 鹿毛 2014 | 父の母Scarlett Rose 鹿毛 2001               | Billie Blue                                 | Ballad Rock                                 | Ballad Rock      |
| 父 Blue Point 鹿毛 2014 | 父の母Scarlett Rose 鹿毛 2001               | Billie Blue                                 | Blue Nose                                   |                  |
| 母 Rosaline 栗毛 2012   | 母の父New Approach 栗毛 2005                | Galileo                                     | Sadler's Wells                              | Sadler's Wells   |
| 母 Rosaline 栗毛 2012   | 母の父New Approach 栗毛 2005                | Galileo                                     | Urban Sea                                   |                  |
| 母 Rosaline 栗毛 2012   | 母の父New Approach 栗毛 2005                | Park Express                                | Ahonoora                                    | Ahonoora         |
| 母 Rosaline 栗毛 2012   | 母の父New Approach 栗毛 2005                | Park Express                                | Matcher                                     |                  |
| 母 Rosaline 栗毛 2012   | 母の母Reem Three 鹿毛 2003                  | Mark of Esteem                              | Darshaan                                    | Darshaan         |
| 母 Rosaline 栗毛 2012   | 母の母Reem Three 鹿毛 2003                  | Mark of Esteem                              | Homage                                      |                  |
| 母 Rosaline 栗毛 2012   | 母の母Reem Three 鹿毛 2003                  | Jumaireyah                                  | Fairy King                                  | Fairy King       |
| 母 Rosaline 栗毛 2012   | 母の母Reem Three 鹿毛 2003                  | Jumaireyah                                  | Donya                                       |                  |
| 母系(F-No.)             | デユネツト(FN:26号族)                       | デユネツト(FN:26号族)                       | デユネツト(FN:26号族)                       | [ § 3 ]          |
| 5代内の近親交配         | Northern Dancer：M5×M5, Fairy Bridge：M5×M5 | Northern Dancer：M5×M5, Fairy Bridge：M5×M5 | Northern Dancer：M5×M5, Fairy Bridge：M5×M5 | [ § 4 ]          |
| 出典                    | 1. 2. 3. 4.                                 | 1. 2. 3. 4.                                 | 1. 2. 3. 4.                                 | 1. 2. 3. 4.      |

- 叔母に2017年のジャンロマネ賞を制したAjman Princess（アジュマンプリンセス）[15][16]、叔父に2023年のクイーンアンステークスを制したTriple Time（トリプルタイム）がいる[15][17]。